# Poliokhni
Poliokhni (grec: Πολιόχνη) és un jaciment arqueològic de l'est de l'illa de Lemnos (Grècia). Les excavacions en aquest lloc les feu l'Escola Italiana d'Atenes entre 1930 i 1936 sota la direcció d'Alessandro della Seta; després, entre 1951 i 1961, sota Luigi Bernabo Brea i entre 1986 i 1997, foren coordinades per Santo Tiné.
Estigué habitat del V mil·lenni fins a finals del II mil·lenni aC. L'existència d'un port segur, l'abundància d'aigua, la presència d'una àrea apta per al cultiu i la posició estratègica per al comerç foren condicions que afavoriren l'assentament. Es trobava enfront de l'assentament de Troia, a l'Àsia Menor.
Durant l'edat del bronze el llogaret s'anà desenvolupant fins a arribar a 1.500 habitants. Pel seu desenvolupament en aquest període es considera la ciutat més antiga d'Europa. Durant el seu auge s'hi construïren murs de fortificació, edificis públics, mansions, cases més petites, pous, canalitzacions d'aigua i camins pavimentats. A més, a l'anomenada habitació 643 es trobà un important tresor de joies que s'ha datat del 2500 aC i que té similituds amb el «tresor de Príam» de Troia. Entre el 2400 i el 2100 aC tingué un declivi fins que un gran terratrèmol del 2100 aC en provocà la destrucció, i un abandó gairebé total de l'assentament.
Posteriorment es tornà a habitar durant el II mil·lenni aC, però les escasses restes d'edificis indiquen que l'assentament tingué menor escala que el del bronze antic fins que va ser abandonat a la fi de l'edat del bronze tardà.

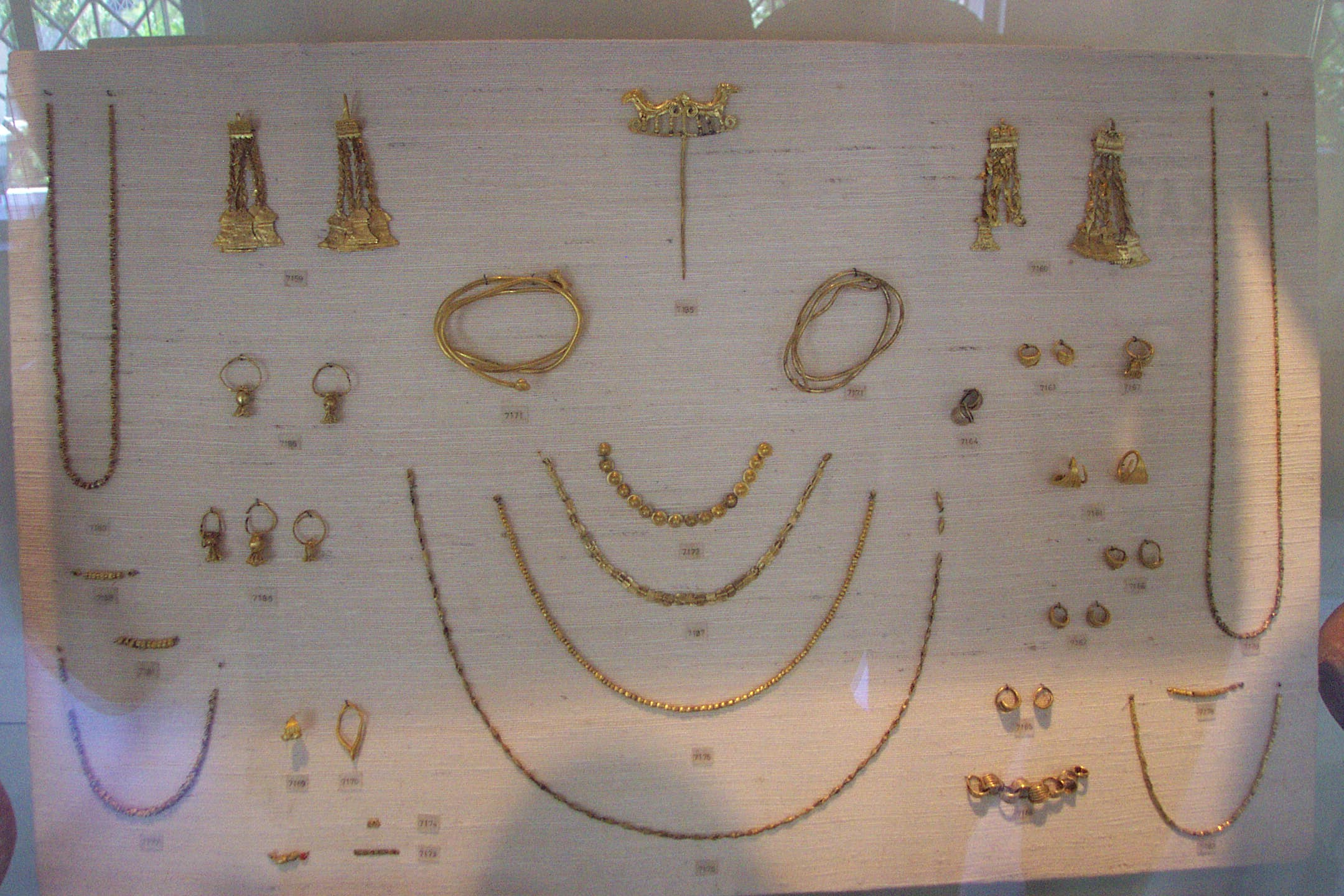
Alguns objectes de l'anomenat «tresor de Poliokhni», cap al 2500 ae, Museu Arqueològic Nacional d'Atenes